# Сандро Николас
Алессандро Генрих Рюттен (родился 4 октября 1996 года), более известный как Сандро, — немецкий певец. Должен был представлять Кипр на конкурсе песни «Евровидение-2020».

## Карьера
Сандро родился в Хайнсберге. Он вырос в Германии, где начал свою музыкальную карьеру.
В 2019 году Сандро представлял США на конкурсе «Новая волна» и занял 5 место. 29 ноября 2019 года кипрская телекомпания CyBC сообщила, что Сандро представит Кипр на конкурсе песни «Евровидение-2020» в Роттердаме, Нидерланды.